# Sobrecorrent
En un sistema d’energia elèctrica, la sobrecorrent o excés de corrent és una situació en què existeix un corrent elèctric més gran del previst a través d’un conductor, cosa que provoca una generació excessiva de calor i el risc d’incendi o danys als equips. Les causes possibles de sobrecorrent inclouen curtcircuits, càrrega excessiva, un disseny incorrecte, una fallada d’arc o una fallada de terra. Els fusibles, els interruptors automàtics i els limitadors de corrent s’utilitzen habitualment en mecanismes de protecció contra sobrecorrent (OCP per les seves sigles en anglès) per controlar els riscos. Els interruptors automàtics i els fusibles protegeixen el cablejat dels danys causats per la sobrecorrent.

## Provador de relè secundari
La sobrecorrent s’utilitza per provar automàticament els relés de sobrecorrent direccionals i no direccionals amb autoavaluació de la característica del temps de resposta, la direcció de les etapes actuals i la proporció entre les tensions d'activació i desactivació. Amb la seva definició de límit direccional flexible, també és adequat per provar la característica dels relés de fallada a terra en estat estacionari.